# Natalino Radovich
Natalino Radovich (Božo Radovič), slovenski slavist, * 3. december 1927, Nabrežina, † 31. maj 2024, Padova.
Božo Radovič je bil specialist za staro cerkveno slovanščino, sestavljal je priročnike in zbiral tekste tega arhaičnega jezika; primerjal je slovanske svetopisemske tekste s starogrškimi in hebrejskimi, saj je bila staro cerkvena slovanščina v zgodnjem srednjem veku enakovredna latinščini in starogrščini, priznana kot sveti jezik. Deloval je v italijanskem akademskem svetu in svoja dela objavljal v italijanskem jeziku.

## Življenje
Njegovo mladost so zaznamovale hude razmere predvojnega, medvojnega in povojnega časa. Njegov oče je bil uradnik, a je zaradi fašizma izgubil delo, hiša je šla na dražbo in družina se je izselila v Trst, kjer je živela v veliki revščini. Med vojno je še bomba zadela hišo, kjer so stanovali, in mlajša sestra je oglušela, on pa je zbolel na pljučih in se je šel zdravit v sanatorij v Sondrio. Tam je maturiral, opravil je dve maturi, na klasičnem liceju in na učiteljišču. Pozneje se je lotil vsakega dela, samo da je lahko študiral, saj mu je oče med vojno umrl, mati pa je morala skrbeti za dve njegovi sestri. Vpisal se je najprej v Ljubljani na slavistiko (1952), kjer se je usmeril v komparativno lingvistiko pri Rajku Nahtigalu, a se je po prvem letniku vrnil v Italijo, diplomiral je na Inštitutu za vzhodne jezike na univerzi v Neaplju leta 1956 z disertacijo o Brižinskih spomenikih. Odtlej se je študijsko izpopolnjeval v več slavističnih središčih (Praga, Varšava, Moskva, Sofija), predvsem pa na Staroslavenskem inštitutu v Zagrebu, kjer je preučeval hrvaško glagolsko izročilo.

## Strokovno delo
Šest let je poučeval na slovenskih srednjih šolah v Trstu. Leta 1962 je habilitiral na univerzi v Neaplju in tam sprejel stolico za slovenščino, srbohrvaščino in slovansko filologijo. Sledila so najboljša leta njegovega plodnega dela. Nekaj let je poučeval tudi v Rimu. Ko je bila leta 1970 razpisana stolica za slovansko filologijo v Padovi, se je prijavil in bil izbran, nato se je z družino preselil v to mesto in ostal predstojnik slovanskega inštituta vse do upokojitve leta 1996. Nekaj let je poučeval tudi v Benetkah.

### Izbrana bibliografija
- Radovich, Natalino. 1964. “I sistemi grafici sloveni del Cinquecento”. Annali dell’Istituto Universitario Orientale di Napoli. Sezione Slava VII: 137-85.
- Radovich, Natalino. 1964. Testi del Vangelo in slavo ecclesiastico antico. Napoli: Istituto Universitario Orientale. Istituto di Filologia Slava.
- Radovich, Natalino. 1964. Crestomazia slavo-ecclesiastica. Napoli: Istituto Universitario Orientale. Istituto di Filologia Slava.
- Radovich, Natalino. 1965. Slavo ecclesiastico antico (Grammatica e bibliografia). Napoli: Istituto Universitario Orientale. Istituto di Filologia Slava.
- Radovich, Natalino. 1967. “Teoria dell’informazione e filologia slava”. In Studi in onore di Arturo Cronia, 433-55.  Padova: Centro di studi sull’Europa orientale.
- Radovich, Natalino. 1968. Le pericopi glagolitiche della «Vita Constantini» e la tradizione manoscritta cirillica. Napoli: Cymba (Bibliotheca Enrico Damiani diretta da Nullo Minissi, 1).
- Radovich, Natalino. 1969. Un frammento slavo del protovangelo di Giacomo. Napoli: Cymba (Bibliotheca Enrico Damiani diretta da Nullo Minissi, 2).
- Radovich, Natalino. 1969. Profilo di linguistica slava. I (Grammatica comparativa delle lingue slave. II (Cartine. Ш (Testi). Napoli: Cymba.
- Radovich, Natalino. 1970. “L’articolazione linguistica del mondo slavo”. Il mondo slavo 2: 157-81.
- Radovich, Natalino. 1971. Glossario morfematico dello slavo ecclesiastico antico, Napoli: Cymba  (Enchiridion. Collana di manuali e testi diretta da Nullo Minissi, 1).
- Radovich, Natalino. 1972, Lessico fondamentale del russo moderno. Frequenza e diffusione, I. Padova: Università di Padova. Istituto di Filologia Slava.
- Radovich, Natalino. 1973-74. “La codificazione del Canon Missae in quattro manoscritti glagolitici”. Euroasiatica», Folia philologica, AION-SI. Suppleta a Nullo Minissi edita II: 1-25.
- Radovich, Natalino. 1974. “Il testo russo antico della Guerra giudaica”. In Flavio Giuseppe, La guerra giudaica, a cura di Giovanni Vitucci, II: 621-70. Milano: Mondadori, Fondazione Lorenzo Valla.
- Radovich, Natalino. 1974. Analisi insiemistica del lessico slavo-ecclesiastico antico. Padova: Istituto di Filologia Slava, Università di Padova. (Archivio elettronico del lessico paleoslavo -1).
- Radovich, Natalino. 1980. Glossario greco-slavo ecclesiastico antico dei vangeli. 1. Padova: Istituto di Filologia slava, Università di Padova, Centro Stampa di Palazzo Maldura.
- Radovich, Natalino. 1982. Grammatica dello slavo ecclesiastico antico, Padova: Istituto di Filologia slava, Università di Padova, Centro Stampa di Palazzo Maldura.
- Radovich, Natalino. 1981-83. Pericopi dei Vangeli dello slavo ecclesiastico antico, I-Ш, Padova: Istituto di Filologia slava, Università di Padova, Centro Stampa di Palazzo Maldura.